# Alexandrine des Écherolles
Alexandrine des Écherolles, née Alexandrine Giraud des Écherolles le 26 septembre 1779 à Moulins et morte le 11 avril 1850 à Kirchheim unter Teck, est une femme noble et mémorialiste française. En 1843, elle a raconté son enfance sous la Révolution française, dans ses mémoires intitulés Quelques années de ma vie, republiés en 1879 sous le titre Une famille noble sous la Terreur.

## Biographie
Née en 1779, Étiennette-Marie-Charlotte-Alexandrine Giraud des Écherolles est la fille de Marie-Anne-Odile de Tarade et d'Étienne-François Giraud des Écherolles, chevalier de l'Ordre royal et militaire de Saint-Louis, lieutenant-colonel au régiment de Bourbonnais, puis maréchal de camp,.
En 1843, ses mémoires, Quelques années de ma vie, sont publiés en deux volumes à Moulins chez Martial Place. Elle y raconte son enfance sous la Révolution française, de Moulins à Lyon où elle s'est réfugiée, et les persécutions qui ont touché sa famille lors de la Terreur.
En 1847, dans son Histoire des Girondins, Alphonse de Lamartine l'évoque ainsi : « Au nombre de ces victimes suppliciées dans leur corps et dans leur âme avant l’âge du crime, on remarquait mademoiselle Alexandrine des Écherolles, privée de sa mère par la mort, de son père par la fuite ; elle venait chaque jour à la porte de la prison des Récluses solliciter, par ses larmes, la permission de voir la tante qui lui avait servi de mère, et qu’on avait jeté dans les cachots. Bientôt elle la vit conduire au supplice et la suivit jusqu’au pied de l’échafaud, demandant en vain de lui être réunie dans la mort.
On dut plus tard, à cette enfant quelques-unes des pages les plus dramatiques et les plus touchantes de ce siège. Semblable à cette Jeanne de la Force, historienne des guerres de religion de 1622, et à l’héroïque et naïve madame de La Rochejaquelein, elle écrivit avec le sang de sa famille et avec ses propres larmes le récit des catastrophes auxquelles elle avait assisté. Les femmes sont les véritables historiens des guerres civiles, parce qu’elles n’y ont jamais d’autre causes que celle de leur cœur, et que les souvenirs y conservent toute la chaleur de leur passion. »
De 1807 à sa mort, elle est dame d'honneur auprès des filles de Louis de Wurtemberg,  Dorothée de Wurtemberg, Amélie de Wurtemberg, Élisabeth-Alexandrine de Wurtemberg et Pauline-Thérèse de Wurtemberg, auxquelles elle a dédié son livre. Elle meurt en 1850 chez leur mère, la duchesse Henriette de Wurtemberg, à Kirchheim unter Teck.  
Ses mémoires sont réédités en 1879 chez Plon, sous le titre Une famille noble sous la Terreur. 

## Postérité
En 1935, son histoire sert d'inspiration au scénario du film hollywoodien, réalisé par Jack Conway, Le Marquis de Saint-Évremont, également basé sur la nouvelle de Charles Dickens Le Conte de deux cités.

## Œuvre
- Quelques années de ma vie, Moulins, Martial Place, 1843 (lire en ligne)
- Une famille noble sous la Terreur, Paris, Plon et Cie, 1879 (lire en ligne)